# Деэмульгатор
Деэмульгатор (от лат. de — «понижение»; лат. emulgeo — «дою», «выдаиваю») — реагент, используемый для разрушения эмульсий, которые образованы из взаимно нерастворимых (мало растворимых) веществ, одно из которых раздроблено в другом в виде мелких капелек (глобул).

## Понятие эмульсии и способы её разрушения
В эмульсии процесс дробления одного вещества в другом называют диспергированием. Диспергированное вещество называют внутренним, или дисперсной фазой, а вещество, в котором находится внутреннее — дисперсионной средой, или внешней средой.
Эмульсии обычно образуются в результате дробления, перемешивания или диффузии веществ. Энергия, при перемешивании затраченная на образование единицы межфазной поверхности, называется поверхностной энергией или поверхностным натяжением (межфазным натяжением). Глобулы внутренней фазы имеют сферическую форму, так как такая форма имеет наименьшую поверхность и наименьшую свободную энергию. Форму глобулы может исказить сила тяжести, сила электрического поля, а также активные вещества, что и применяется при разрушении эмульсий.
Водожировые и водонефтяные смеси — простейшие образцы эмульсий.
Эмульсия неустойчивая система, тяготеющая к образованию минимальной поверхности раздела фаз — к расслоению смеси. Благодаря наличию эмульгаторов(стабилизаторов эмульсии), создающих адсорбционные слои (бронирующие оболочки) на поверхности диспергированных частиц, образуются устойчивые эмульсии. Бронирующие оболочки обладают механической прочностью и препятствуют слиянию частиц и расслоению эмульсии. Для разрушения эмульсии необходимо сместить стабилизационный слой на поверхности раздела фаз. Механизм действия деэмульгатора в этом и заключается — за счёт более высокой поверхностной активности его активное вещество проникает в межфазное пространство и замещает присутствующий адсорбционный слой. При этом деэмульгатор уменьшает поверхностное натяжение, обеспечивает более высокую степень свободы поверхности глобул и не препятствует слиянию глобул дисперсной фазы.
На свойства поверхности раздела фаз сильное влияние оказывают растворенные и диспергированные вещества, а также температура среды.
Процесс разложения эмульсии включает:
- 1-й этап — соударение диспергированных частиц,
- 2-й этап — слияние их в крупные глобулы,
- 3-й этап — выпадение крупных частиц и формирование сплошных отдельных слоев.

Соударение частиц происходит под действием физических факторов: механического перемешивания, движения смеси и гравитационного осаждения. Темп соударений может быть увеличен под действием температуры, электрического и ультразвукового поля.
Применительно к водожировым эмульсиям, слияние частиц происходит при невысокой структурно-механической прочности разделяющих слоев, и если они имеют гидрофильные свойства, скорость всего процесса разложения эмульсии лимитируется скоростью слияния диспергированных частиц.
Скорость осаждения слившихся частиц и выделение сплошных фаз зависят от размеров глобул, вязкости дисперсионной среды и разности плотностей веществ: темп выпадения растет с ростом размеров глобул внутреннего вещества и разности плотностей и падает с ростом вязкости дисперсионной фазы. Наиболее эффективным средством ускорения процесса на третьем этапе является нагревание смеси, так как оно приводит к росту разности плотностей фаз эмульсии.
Действие деэмульгаторов направлено на реализацию второго этапа. При этом проявляются свойства поверхностно-активных веществ.

## Состав и свойства
По своему составу деэмульгаторы — это реагенты из нескольких химических веществ(поверхностно-активные вещества, модификаторы и растворители), разработанных на основании свойств и компонентов разделяемой эмульсии.
Реагенты-деэмульгаторы, используемые для разрушения эмульсий, подразделяют на две группы: ионогенные и неионогенные. Ионогенные деэмульгаторы в водных растворах диссоциируют на ионы. В зависимости от того, какие ионы (анионы или катионы) являются поверхностно-активными, ионогенные деэмульгаторы подразделяются на анионактивные и катионактивные. Неионогенные деэмульгаторы не диссоциируют на ионы в водных растворах и подразделяются на гидрофильные и гидрофобные (водорастворимые и маслорастворимые (нефтерастворимые)).

## Промышленное использование
Первые деэмульгаторы появились со времён изобретения мыла — продукта, содержащего поверхностно-активные вещества и разрушающего водожировые эмульсии, удаляющие грязь.
В промышленности деэмульгаторы широко используются в пищевой, химической и нефтяной и др.отраслях.
Деэмульгатор применяется для увеличения эффективности работы отстойных и очистных сооружений. На предприятиях пищевой отрасли(мясо-, рыбопереработка, кондитерские производства, молочная промышленность) деэмульгатор помогает снизить концентрацию жиров в продукте до требуемой величины. В нефтедобыче и переработке деэмульгатор применяется для удаления попутно добываемой воды и солей.
Для водонефтяных и водожировых эмульсий раньше применялись ионогенные деэмульгаторы, такие как нейтрализованный чёрный контакт и нейтрализованный кислый гудрон(в нефтяной промышленности), имеющие существенные недостатки:
- при взаимодействии с водой образуют твердые вещества,
- выпадающие в осадок,
- являются эмульгаторами для эмульсий обратного типа что ухудшает качество расслоения,
- имеют большой расход.

Поэтому ионогенные деэмульгаторы в настоящее время почти не применяются.
В нефтяной и химической индустрии сейчас применяют неионогенные деэмульгаторы. Их синтезируют на основе продуктов реакции окиси этилена или окиси пропилена со спиртами, жирными кислотами и алкилфенолами. Неионогенные деэмульгаторы не взаимодействуют с солями и не образуют твёрдых осадков. Расход их значительно ниже, чем ионогенных.
Удлинение оксиэтиленовой цепи повышает растворимость деэмульгатора в воде за счет увеличения гидрофильной (водорастворимой) части молекулы.
Если заменить окись этилена окисью пропилена, то можно существенно повысить растворимость деэмульгатора в масле(или нефти), не нарушая его гидрофильных свойств.
Новые деэмульгирующие материалы не чистые вещества, а смесь полимеров разной молекулярной массы с различными гидрофобными свойствами. Поэтому они обладают гораздо более широким диапазоном растворимости в различных смесях, широким спектром действия, и высокой эффективностью. В настоящее время в нефтеподготовке используют такие деэмульгаторы как рекорд, ДМО, сепарол, дипроксамин, СНПХ 4460 и др.